# Al Oerter
Alfred Adolf (Al) Oerter, Jr. (Astoria, 19 september 1936 - Fort Myers, 1 oktober 2007) was een Amerikaanse discuswerper. Oerter werd bekend als de eerste atleet die erin slaagde om op vier verschillende Spelen de gouden medaille in de wacht te slepen. Na hem werd dit wapenfeit slechts geëvenaard door door zijn landgenoten Carl Lewis bij het verspringen en Michael Phelps bij de 200 meter wisselslag in het zwemmen. De Nederlandse Ireen Wüst won op vijf verschillende Spelen een gouden medaille bij het schaatsen, maar verdeelde dit over twee onderdelen.

## Biografie

### Studiebeurs
Oerters werptalent kwam aan de oppervlakte toen hij vijftien jaar oud was. Op een keer landde er een discus voor zijn voeten, die hij daarna ver voorbij de groep discuswerpers teruggooide. Hij begon te discuswerpen en verdiende er uiteindelijk in 1954 een studiebeurs mee aan de universiteit van Kansas. Met zijn lengte van 1,93 m en zijn gewicht van 127 kg bleek Oerter over een natuurlijk werptalent te beschikken.

### Zwaargewond
Bij de Spelen van 1956 in Melbourne nam Oerter voor het eerst deel. Hoewel hij niet als kanshebber werd gezien, won hij toch met een worp van 56,36 m.
Daarna leek het even, of zijn atletiekcarrière al op twintigjarige leeftijd voorbij zou zijn. In 1957 raakte hij zwaar gewond bij een auto-ongeluk. Hij herstelde echter volledig en bij de Spelen van 1960 in Rome was hij weer van de partij. De grote favoriet was Rink Babka, de toenmalige wereldkampioen en wereldrecordhouder. Maar met een worp van 59,18, goed voor een olympisch record, versloeg hij zijn teamgenoot Babka.

### Olympisch kampioen met wereldrecord ondanks blessure
In 1962 vestigde hij zijn eerste wereldrecord en hij werd meteen favoriet voor de Spelen in 1964 in Tokio. Maar een verschoven halswervel had zijn voorbereiding op de Spelen ernstig verstoord. Bovendien bracht een stuk kraakbeen in de buurt van zijn ribben, dat was gescheurd, hem een week voor de kwalificatie nog verder in de problemen. Op het trainingsveld in Tokio was hij in een van de regen nat geworden discusring onderuit gegaan. Volgens de doktoren zou het zes weken duren, voordat Oerter de discus weer ter hand zou kunnen nemen, maar daar dacht de atleet zelf heel anders over. Oerter slikte pijnstillende middelen en slaaptabletten zoals anderen bonbons aten. Zwaar ingetapet en herhaaldelijk met ijs gekoeld om interne bloedingen te voorkomen, deed hij toch mee aan de competitie. Nadat hij bij de eerste trainingsworp nog dubbel was geklapt van de pijn, verbeterde hij al in de kwalificatie met 60,54 zijn olympisch record van Rome, waarna hij in de finale bij zijn vijfde poging opnieuw verder gooide dan ooit en met 61,00 een olympisch en wereldrecord vestigde.

### Voor de vierde maal olympisch goud
Bij de Olympische Spelen van 1968 in Mexico-Stad won hij zijn vierde gouden medaille op het onderdeel discuswerpen. Toch was hij weer geen favoriet; wereldrecordhouder Jay Silvester wierp met elke worp verder dan Al Oerter ooit had geworpen. Maar zijn eerste worp was een wonderbaarlijke 64,78. Silvester slaagde er niet in om dit te verbeteren en zo werd Oerter, hoewel hij nooit favoriet was, voor de vierde keer olympisch kampioen. Na deze finale sprak de als vijfde geëindigde Silvester de historische woorden: "Wanneer je tegen Oerter werpt, verwacht je niet te winnen. Je hoopt het alleen maar."
Na de Spelen van 1968 stopte Oerter met discuswerpen, maar in 1977 begon hij weer te trainen in een poging om in 1980 een vijfde maal te winnen. Opmerkelijk genoeg verbeterde hij in mei van dat jaar ook zijn persoonlijke record naar 69,46. Bij de Amerikaanse selectiewedstrijden voor de Olympische Spelen werd hij vierde, waardoor hij zich niet wist te plaatsen. De Amerikanen wisten toen al dat Amerika de Spelen zou boycotten, wegens de invasie van Sovjet-Unie in Afghanistan. Hierdoor kreeg hij nooit een kans om voor de vijfde maal goud te winnen. Oerter realiseerde dat jaar wel 's werelds beste jaarprestatie en werd in 2005 opgenomen in de Hall-of-fame.

### Officieus wereldrecord
Verschillende discuswerpers hebben hun persoonlijk record tijdens een trainingswedstrijdje gegooid. Al Oerter vormt hierop geen uitzondering. Tijdens de opname voor een tv-spotje wierp hij de discus officieus naar een afstand van 74,68. Dit zou tot 13 april 2025 een wereldrecord hebben betekend tot dat Mykolas Alekna het wereldrecord naar 75.56m bracht. Tijdens de openingsceremonie voor de Olympische Spelen van 1996 in Atlanta droeg Oerter de olympische vlam het stadion binnen.

### Art of the Olympians
In 2003 liep Oerter, die al vanaf jeugdige leeftijd last had van een hoge bloeddruk, een kortstondige hartstilstand op, maar hij herstelde hiervan. De harttransplantatie die hem vervolgens door cardiologen werd geadviseerd, wees hij echter van de hand. "Ik heb een interessant leven gehad en zal eruit stappen met wat ik bezit", was indertijd zijn commentaar. Tijdens zijn herstel begon hij zich toe te leggen op de schilderkunst. Oerter werd een van de scheppers van Art of the Olympians, waarin het werk van veertien olympische veteranen is verzameld, zoals Bob Beamon, Cammy Myler en Shane Gould. De expositie reisde naar New York en vond nadien een permanent onderkomen in Fort Myers in Florida. Op 1 oktober 2007 overleed Al Oerter daar aan de gevolgen van zijn hartafwijking. Hij werd 71 jaar.
In 2012 werd hij opgenomen in de IAAF Hall of Fame.

## Titels
- Olympisch kampioen discuswerpen - 1956, 1960, 1964, 1968
- Amerikaans kampioen discuswerpen - 1957, 1959, 1960, 1962, 1964, 1966
- NCAA-kampioen discuswerpen - 1957, 1958

## Persoonlijk record
| Onderdeel    | Prestatie | Datum       | Plaats  |
| ------------ | --------- | ----------- | ------- |
| discuswerpen | 69,46 m   | 31 mei 1980 | Wichita |

## Palmares
- 1956:  OS - 56,36 m
- 1957:  NCAA - 55,23 m
- 1957:  Amerikaanse kamp. - 55,32 m
- 1958:  NCAA - 55,97 m
- 1959:  Pan-Amerikaanse Spelen - 58,12 m
- 1959:  Amerikaanse kamp. - 56,82 m
- 1960:  OS - 59,18 m
- 1960:  Amerikaanse kamp. - 59,06 m
- 1962:  Amerikaanse kamp. - 61,62 m
- 1964:  OS - 61,00 m
- 1964:  Amerikaanse kamp. - 61,30 m
- 1966:  Amerikaanse kamp. - 59,06 m
- 1968:  OS - 64,78 m (A)
- 1979:  AAA - 59,64 m
- 1980:  Olympische Boycot Spelen - 60,76 m
- 1981:  AAA - 61,88 m

## Onderscheidingen
- IAAF Hall of Fame - 2012

1896: Bob Garrett ·
1900: Rudolf Bauer ·
1904: Martin Sheridan ·
1906: Martin Sheridan ·
1908: Martin Sheridan ·
1912: Armas Taipale ·
1920: Elmer Niklander ·
1924: Bud Houser ·
1928: Bud Houser ·
1932: John Anderson ·
1936: Ken Carpenter ·
1948: Adolfo Consolini ·
1952: Sim Iness ·
1956: Al Oerter ·
1960: Al Oerter ·
1964: Al Oerter ·
1968: Al Oerter ·
1972: Ludvík Daněk ·
1976: Mac Wilkins ·
1980: Viktor Rasjtsjoepkin ·
1984: Rolf Danneberg ·
1988: Jürgen Schult ·
1992: Romas Ubartas ·
1996: Lars Riedel ·
2000: Virgilijus Alekna ·
2004: Virgilijus Alekna ·
2008: Gerd Kanter ·
2012: Robert Harting ·
2016: Christoph Harting ·
2020: Daniel Ståhl ·
2024: Rojé Stona
- Gemeinsame Normdatei: 1062332334
- World Athletics: 14351541
- Virtual International Authority File: 311709749
- WorldCat: E39PBJht9TgwkKwWPV7VwBbrv3